# Message du Graal
 (septembre 2009).
Si vous disposez d'ouvrages ou d'articles de référence ou si vous connaissez des sites web de qualité traitant du thème abordé ici, merci de compléter l'article en donnant les références utiles à sa vérifiabilité et en les liant à la section « Notes et références ».

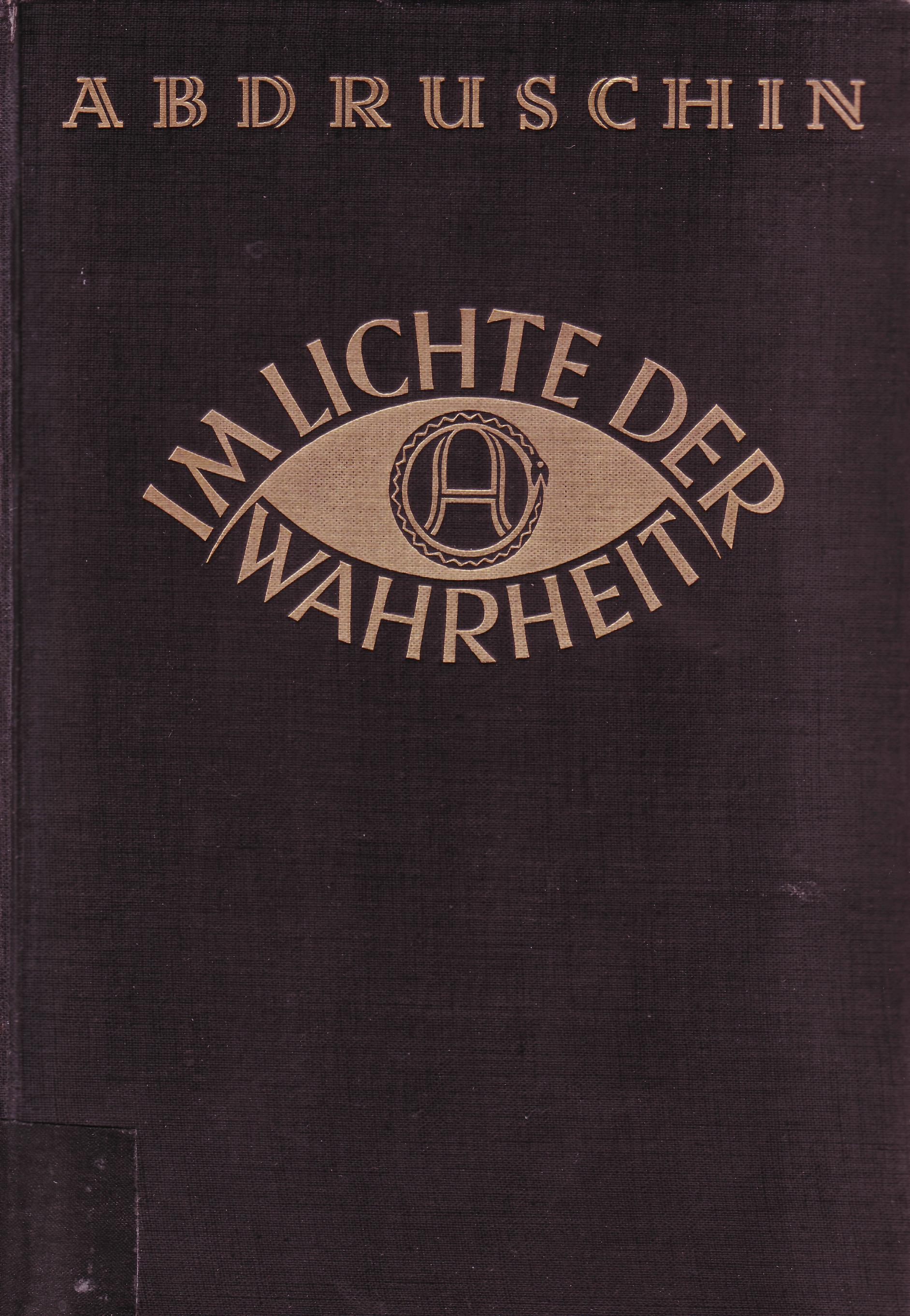

Le Message du Graal, « Dans la Lumière de la Vérité », est une œuvre de Abd-ru-shin (ou Abdruschin), écrivain allemand dont le nom civil était Oskar Ernst Bernhardt (1875-1941).

## La rédaction du Message du Graal
En 1923, à 48 ans, après une activité commerciale, littéraire, artistique et spirituelle intense, Oskar Ernst Bernhardt commence à rédiger à Kötzchenbroda, près de Dresde, les premiers exposés qui formeront, une fois réunis en 1926, le Nouveau Message du Graal, Dans la Lumière de la Vérité.
En cette même année 1923, jusqu’en mai 1928, il donne des conférences publiques, sur le sens de la vie et sur Dieu, dont les premières furent éditées en Bavière.
Ayant repéré, non loin d’Innsbruck, dans le Tyrol autrichien, la montagne du Vomperberg, qu'il nommera Gralshöhe, ce qui signifie « Hauteurs du Graal », Abdruschin s’y établit le 13 février 1928 avec sa famille, plus précisément sur un plateau surplombant le village de Vomp, et y poursuit son œuvre.
En 1923, Oskar Ernst Bernhardt fonde la maison d’édition des Feuilles du Graal (Verlag der Gralsblätter), puis, en 1929, la maison d’édition L’Appel (Verlag Der Ruf) et publie, de 1923 à 1930, ses premiers exposés, tout d’abord dans la revue des Feuilles du Graal (Gralsblätter) à la maison d’édition du même nom, puis en 1927 dans les cahiers de la revue "l’Appel" (Der Ruf) à la Verlag der Gralsblätter, sous le nom de plume Abdruschin.
C’est donc en 1923 qu’Abdruschin entreprend la rédaction du Nouveau Message du Graal, intitulé Dans la Lumière de la Vérité (Im Lichte Der Wahrheit – Neue Gralsbotschaft), qu’il publiera en 1926 à la Verlag der Gralsblätter à l’âge de 51 ans. Ce Nouveau Message du Graal, aussi appelé Édition violette à cause de sa couverture couleur lilas, comprendra les 43 exposés parus dans la revue Les Feuilles du Graal.
En 1927, Oskar Ernst Bernhardt donne plusieurs conférences publiques à Vienne et Stuttgart.
La version complète du Message du Graal en langue allemande sera publiée en 1931 sous le titre Dans la Lumière de la Vérité, Message du Graal, Grande Édition ( Im Lichte Der Wahrheit, Gralsbotschaft, Grosse Ausgabe) dont le nombre d’exposés sera augmenté à 91 plus un Appendice. Se retrouvent les 43 exposés de l’édition de 1926 et 48 nouveaux exposés dont une partie fut préalablement publiée dans les cahiers de L’Appel de 1927 à 1930 par la Verlag Der Ruf et l’autre partie dans la série II des Feuilles du Graal par la Verlag Der Gralsblätter et quelques-uns dans le série I des Feuilles du Graal (avant 1926).
Entre 1932 et 1934, la « Grande Édition du Message du Graal » sera traduite et publiée par la Verlag « Der Ruf », en tchèque (1932), Anglais (1933), français (1933) et en portugais (1934).
Plus tard, soit en 1934, Abdruschin publie les Résonances au Message du Graal 1 (Nachklänge zur Gralsbotschaft 1) à la Verlag der Ruf de Munich ; soit, par rapport à la Grande Édition du Message du Graal, 61 nouveaux exposés. Parmi eux, 59 exposés numérotés et polycopiés qui, jusque-là, avaient été vendus séparément aux demandeurs au fur et à mesure de leur rédaction et impression.
Entre 1934 et 1937, l'auteur publie 38 nouveaux exposés individuels (numérotés de 60 à 97) qui seront mis en vente séparément, ainsi que 3 autres exposés individuels non numérotés, à la Verlag der Ruf de Munich. À l'origine, l'auteur a très vraisemblablement projeté de rassembler ces exposés en un deuxième volume des Résonances du Message du Graal, mais en raison de l'évolution historique, cela ne s'est pas fait. L'auteur n'a laissé aucune indication précisant sa volonté à ce sujet, donc tout ce qui existe sous le titre Nachklänge zur Gralsbotschaft 2 (Résonances du Message du Graal 2), n'est pas authentique.
En 1937, dix autres exposés publiés dans la revue La Voix (Die Stimme) par la maison d’édition Arthur Giese (Verlag A.G. ) de Zurich, en Suisse, complètent l’œuvre publiée d’Abdruschin.
En 1938, Abdruschin est arrêté par les nazis, interdit de toute activité publique et incarcéré à Innsbrück. Il est ensuite assigné à résidence surveillée à Schlauroth, puis à Kipsdorf (Erzgebirge), avec sa famille. Tous ses écrits sont alors entièrement interdits.
De 1938 à 1941, lors de ses années d'assignation à résidence et de surveillance par la gestapo, des témoins proches et les membres de sa famille rapportent qu'Abd-ru-shin a profité de cette période pour remanier en secret son œuvre sous la forme d'une nouvelle édition organisée en 3 volumes. Celle-ci sera par la suite appelée « édition de dernière main ».
Après la libération, en raison des très difficiles restrictions de l'après-guerre, cette nouvelle édition ne sera publiée qu'en 1949.
Le 15 mai 1956, lors de dépositions faites devant le tribunal régional de Schwaz, en Autriche, d'importantes précisions sur le dernier remaniement du Message du Graal sont apportées par Irmingard Bernhardt, concernant l’édition posthume du Message du Graal en trois volumes. Une copie de ces dépositions est publiée dans le livret intitulé Le Message du Graal "Dans la Lumière de la Vérité" de Abd-ru-shin - Des Feuilles du Graal à l'édition de dernière main, édité par l'Association pour la réalisation du savoir du Graal de Abd-ru-shin, Vomperberg, livret que l'on peut se procurer auprès des Editions du Graal.

## Œuvre
Dans son œuvre principale Dans la Lumière de la Vérité, Message du Graal, Abd-ru-shin décrit et explique l'activité des « lois divines » ou « lois naturelles », qui sont l'expression de la « Volonté Créatrice de Dieu » et qui régissent l'ensemble de ce qui est visible et invisible dans la Création tout entière.
Au sein de cette vue d'ensemble globale, qui porte en elle une nouvelle conception du Monde, il éclaire les questions portant sur l'origine et l'essence de l'être humain, ses devoirs, ses droits et ses aides dans la Création, son rôle, le sens et le but de son existence.
Il enseigne la réalité du « libre arbitre », libre faculté de résolution de l'être humain, et incite à la « responsabilité individuelle », qui en est la conséquence logique.
Il affirme dans son œuvre ne pas apporter une nouvelle religion, tandis qu’il écrit que la vraie foi repose uniquement dans la conviction et que cette conviction ne vient que par un soupeser et un examiner sans égards. Se déclarant indépendant de toute influence, il exhorte le chercheur et lecteur à exercer rigoureusement son jugement personnel au cours de sa quête spirituelle.
Dans son œuvre, il est le Fils de l'Homme qui devait venir pour le Jugement,,,,,,,. Le Mouvement international du Graal, un des mouvements fondés sur les enseignements de l'œuvre de Bernhardt, garde une certaine discrétion concernant le rôle messianique exact d'Abd-ru-shin.

## Les différentes éditions allemandes de 1923 à 1937
- Œuvres 
  - Abdruschin, Im Lichte der Wahrheit, Neue Gralsbotschaft (Dans la Lumière de la Vérité, Nouveau Message du Graal), Verlag der Gralsblätter Oskar Ernst Bernhardt, Tutzing (Oberbayern), 1926.
  - Abdruschin, Im Lichte der Wahrheit, Gralsbotschaft, Grosse Ausgabe (Dans la Lumière de la Vérité, Message du Graal, Grande édition), Verlag "Der Ruf" G.m.b.H., München (Allemagne), 1931. Un seul volume de 91 conférences et un Appendice : cf. sommaire
  - Abdruschin, Nachklänge zur Gralsbotschaft 1 (Résonances du Message du Graal 1), München (Allemagne), Verlag "Der Ruf" G.m.b.H., 1934.

- Revues 
  - Gralsblätter (Les Feuilles du Graal), Série I (cahiers 1 à 7), (nom d’auteur des exposés : Abdruschin), Bad Heilbrunn, Verlag der Gralsblätter, 1923-1926.
  - Gralsblätter (Les Feuilles du Graal), Série II (cahiers 1 à 5), (nom d’auteur des exposés : Abdruschin), Tutzing, Verlag der Gralsblätter, 1926-1927.
  - Gralsblätter (Les Feuilles du Graal), Série II (cahiers 6+7), (nom d’auteur des exposés : Abdruschin), München, Verlag der Ruf G.m.b.H, 1930
  - Der Ruf (L’Appel), Cahiers numéro 1 à 12 (nom d’auteur des exposés : Abdruschin), Tutzing, Verlag der Gralsblätter, 1927-1928.
  - Der Ruf (L’Appel), Cahier numéro 13 (nom d’auteur des exposés : Abdruschin), München, Verlag der Ruf G.m.b.H, 1929.
  - Die Stimme (La Voix), 12 numéros (nom d’auteur des exposés : Abd-ru-shin, sauf 1 signé Abdruschin), Verlag A. G., Zurich, 1937.

## Composition de l'œuvre de dernière main (ou posthume)
Le Message du Graal « Dans la Lumière de la Vérité » de Abd-ru-shin, dit de « dernière main » (ou posthume) fut édité, dès que cela fut matériellement possible, en 1949/50 par la famille et les héritiers de l'auteur, au moyen des Editions de la Verlag Maria Bernhardt (Vomperberg, Tirol). Il fut traduit ensuite dans différentes langues. L'œuvre est organisée en trois volumes comprenand en tout 168 conférences : cf. sommaire
-Tome 1 : 34 conférences.
-Tome 2 : 71 conférences.
-Tome 3 : 63 conférences.
À ces trois volumes s'ajoutent, en complément, le livre Les 10 commandements de Dieu – Le « Notre Père » expliqués aux êtres humains par Abd-ru-shin, ainsi que « Questions et réponses ».
Leur contenu : Des exposés déjà édités par l’auteur, mais remanié par celui-ci entre 1939 et 1941, lors de ses années d'assignation à résidence et de surveillance par la gestapo.
Réorganisant son œuvre, l’auteur fit un tri dans tous les exposés déjà édité, en éliminant ceux qui n’étaient plus d’actualité et d'autres qu’il ne jugeait plus utile d’inclure dans son œuvre de dernière main. Les exposés qu'il choisit de conserver proviennent du Message du Graal « Dans la Lumière de la Vérité » grande édition de 1931, des « Résonances du Message du Graal 1 », d'une grande partie des 41 exposés individuels publiés entre 1934 et 1937 et d'une grande partie des exposés publiés en 1937 dans « La Voix ».
Pour résumer, le remaniement portait sur des modifications de natures diverses. Il s'agissait en partie de la correction de signes de ponctuation et de fautes de syntaxe, du changement de l'ordre des mots, et du raccourcissement, voire de la suppression de phrases ou de paragraphes entiers, dont le contenu signifiait une répétition de pensées. L’auteur supprima aussi des mots, des phrases et même des pages entières et remplaça aussi certains mots par des nouveaux mots. Mais Il ajouta également des compléments, donc des passages, voire des paragraphes nouveaux et il donna un nouvel ordre à l'ensemble des exposés conservés.
Editions allemandes
- Abd-ru-shin, Im Lichte der Wahrheit, Gralsbotschaft (Dans la Lumière de la Vérité, Message du Graal) Edition de « dernière main » en trois volumes, Verlag Maria Bernhardt, Vomperberg, Tirol, 1949/50 ; Verlag der Stiftung Gralsbotschaft, Stuttgart,  (ISBN 3-87860-240-5)
- Abd-Ru-Shin, Die 10 Gebote Gottes und das Vaterunser – den Menschen gedeutet von Abd-ru-shin (Les 10 commandements de Dieu – Le « Notre Père » expliqués aux êtres humains par Abd-ru-shin), Verlag der Stiftung Gralsbotschaft, Stuttgart,  (ISBN 978-3-87860-063-3)

Edition en français
- Abd-ru-shin, Dans la lumière de la Vérité, Message du Graal, Édition de dernière main en trois volumes, publié sous licence de la Stiftung Gralsbotschaft (« Fondation du Message du Graal »), aux Editions du Graal (France - Belgique - Suisse), Tome I :  (ISBN 2900811317), Tome II :  (ISBN 290081121X), Tome III :  (ISBN 2900811260)
- Abd-ru-shin, Les 10 commandements de Dieu – Le « Notre Père » expliqués aux êtres humains par Abd-ru-shin, publié sous licence de la Stiftung Gralsbotschaft (« Fondation du Message du Graal »), aux Editions du Graal (France - Belgique - Suisse),  (ISBN 2900811481)

## Traductions françaises
- Abdruschin, Dans la Lumière de la Vérité, Message du Graal, Grande Édition, traduction française de Monsieur Lucien Siffrid approuvée par Abdruschin, Munich (Allemagne), Éditions Der Ruf, 1933; Montreux (Suisse), Éditions Bernhardt, 1998.
- Abdruschin, Dans la Lumière de la Vérité, Message du Graal, Grande Édition, traduction frankoise (en français québécois), Rawdon (Québec, Canada), 2004.
- Abdruschin, Résonances du Message du Graal 1, traduction frankoise (en français québécois), Rawdon (Québec, Canada), 2007.
- Abdruschin, Dans la Lumière de la Vérité, Message du Graal, Grande Édition, traduction bilingue allemand/français d’André Fischer, 2001.
- Abd-ru-shin, Dans la lumière de la Vérité, Message du Graal, Édition de dernière main en trois volumes, publié sous licence de la Stiftung Gralsbotschaft (« Fondation du Message du Graal »), aux Editions du Graal (France - Belgique - Suisse), Tome I :  (ISBN 2900811317), Tome II :  (ISBN 290081121X), Tome III :  (ISBN 2900811260)
- Abd-ru-shin, Les 10 commandements de Dieu – Le « Notre Père » expliqués aux êtres humains par Abd-ru-shin, publié sous licence de la Stiftung Gralsbotschaft (« Fondation du Message du Graal »), aux Editions du Graal (Paris - Bruxelles - Montréal),  (ISBN 2900811481)